# Tubercithorax
Tubercithorax är ett släkte av spindlar. Tubercithorax ingår i familjen täckvävarspindlar.
Kladogram enligt Catalogue of Life:
| Tubercithorax | \| \| Tubercithorax furcifer \| \| \| \| \| \| Tubercithorax subarcticus \| \| \| \| |
|               | \| \| Tubercithorax furcifer \| \| \| \| \| \| Tubercithorax subarcticus \| \| \| \| |
|               | Tubercithorax furcifer                                                               |
|               |                                                                                      |
|               | Tubercithorax subarcticus                                                            |
|               |                                                                                      |